# Hemiphyllodactylus engganoensis
Hemiphyllodactylus engganoensis — вид ящірок з родини геконових (Gekkonidae). Відкритий у 2014 році.

## Поширення
Ендемік Індонезії. Поширений лише на невеликому острові Енгано біля західного узбережжя Суматри.

## Назва
Назва виду engganoensis вказує на типове поширення виду — острів Енгано.